# Nesaules kalns
Nesaules kalns (doslovně přeloženo z lotyštiny: nehorký kopec) je 285 metrů vysoký kopec v Lotyšsku, v pohoří Vidzemské vrchy, v okrese Madona. V roce 1957 tu vznikla přírodní rezervace. Ta byla také zařazena do programu Natura 2000.